# Walther Kadow
Walter Kadow (Hagenow, 29 gennaio 1860 – Parchim, 31 maggio 1923) è stato un insegnante tedesco, assassinato dai Freikorps, accusato di esere il delatore che provocò la morte di Albert Leo Schlageter, giustiziato dai francesi. All'assassinio partecipò Rudolf Höß e, indirettamente, Martin Bormann.

## Biografia
Il tribunale della Vema (una sorta di "tribunale interno" dei Freikorps) lo incolpò di aver consegnato alle autorità francesi il sabotatore tedesco Albert Leo Schlageter, artefice dell'attentato alla linea ferroviaria Dortmund-Duisburg, utilizzata dai francesi. I francesi giustiziarono Schlageter, sollevando indignazione in Germania perché l'attentato era avvenuto su territorio germanico in tempo di pace.
Kadow era stato membro del Partito nazista, ma poi aveva aderito al KPD: la sua adesione al bolscevismo e la sua conoscenza di Schlageter furono sufficienti perché fosse accusato di complicità con i francesi dai Freikorps, che per tale motivo organizzarono il suo omicidio. Nel 1924 il futuro gerarca nazista Martin Bormann – allievo di Kadow alle scuole elementari – fu condannato per tale motivo a un anno di prigione, in quanto complice di Rudolf Höß nel suo assassinio.